# The Row (модна марка)
The Row — це американський бренд розкішної моди, заснований Мері-Кейт і Ешлі Олсен у 2006 році в Нью-Йорку . The Row виробляє готовий одяг, взуття, сумки та аксесуари. Лейбл має п’ять монобрендових магазинів і доступний у 37 країнах. Бренд був описаний як «американська відповідь Лоро Піані та Фібі Філо часів Селін ». 

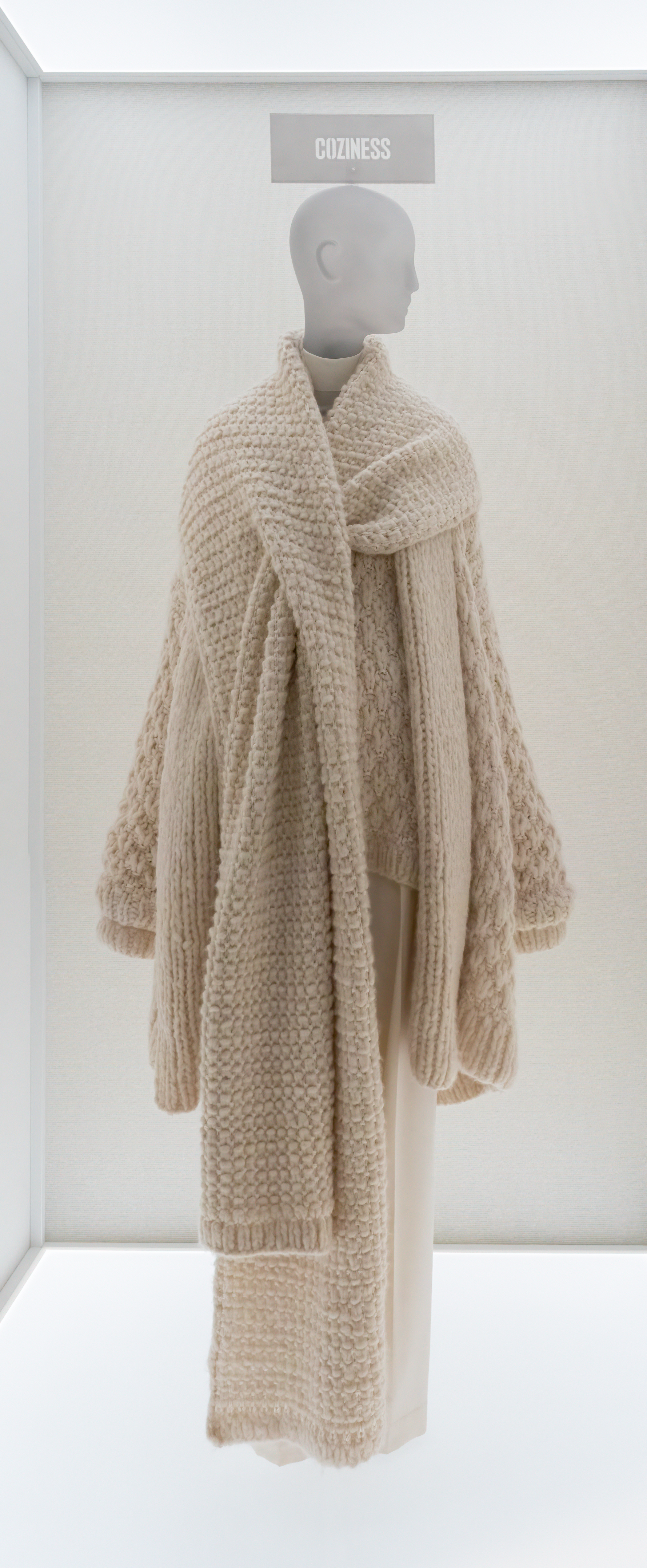
В’язаний ансамбль на виставці «В Америці: Лексикон моди» в Музеї мистецтв Метрополітен у 2022 році

Ідея бренду виникла як особистий проект у 2005 році, коли Ешлі Олсен поставила перед собою завдання створити ідеальну футболку.  Вона випробувала дизайн на різних жінках різної статури та віку, намагаючись знайти «спільність у формі та ставленні».  У 2006 році Олсени створили колекцію з 7 предметів, яка включала футболку, пару бавовняних сатинових легінсів і кашемірову вовняну сукню-майку. Barneys New York викупив всю колекцію.  Бренд розширився і включає готовий одяг, курортний одяг, сумки, сонцезахисні окуляри та взуття.  Бренд названий на честь Савіл Роу в Лондоні. 
У 2008 році Лорен Хаттон стала моделлю для першого образу бренду. Хаттон пояснив: «... Я бачив одяг, і він був чудовим, справді простим, мінімалістичним дизайном ... Еш було місце на пляжі, тому ми зробили це в її будинку ... І вони танцювали на палубі, і я б робив те, що вони робили, і це було добре».  Хаттон супроводжував Олсенів на щорічній виставці нагород Ради модних дизайнерів Америки в 2012 році, коли вони вперше отримали нагороду «Дизайнер року» жіночого одягу. 
Олсени працюють в основному в студії The Row's Tribeca на 609 Грінвіч-стріт у Нью-Йорку, яку вони займають з 2012 року. Паризький офіс був відкритий у 2011 році, а лондонський — у 2019 році.  Спочатку Олсени не хочуть, щоб їхні імена були пов’язані з брендом і воліли, щоб одяг говорив сам за себе. Вони не давали інтерв'ю про The Row перші три роки після його заснування. 
Спочатку The Row створив колекцію чоловічого одягу навесні 2011 року, а в жовтні 2016 року лейбл запустив нову колекцію чоловічого одягу в своїх магазинах у Лос-Анджелесі та Нью-Йорку, маючи намір продовжувати розширювати пропозиції. 
У серпні 2018 року The Row анонсувала повну колекцію чоловічого одягу, яка включала костюми, денім і трикотаж. Олсени провели два роки досліджень перед тим, як запустити колекцію, яка стала доступною в магазинах у жовтні 2018 року. 
У липні 2020 року повідомлялося, що The Row переживає фінансові труднощі та звільнив половину свого персоналу через пандемію COVID-19 і банкрутство Barneys New York , одного з його найбільших облікових записів. 
У вересні 2021 року було оголошено, що The Row випустив свою першу дитячу колекцію. 
За оцінками The Cut , у 2021 році продажі The Row досягли 100 мільйонів доларів на рік.
У 2024 році родина Chanel і спадкоємиця L'Oreal купили частку в The Row, оцінивши бренд приблизно в 1 мільярд доларів.  Сестри Олсен залишаються основними акціонерами.